# 国際自動車連盟
国際自動車連盟（こくさいじどうしゃれんめい、フランス語: Fédération Internationale de l'Automobile）は、世界各国の自動車団体により構成される非営利の国際機関、国際競技連盟。略称はFIA。本部はフランスのパリにある。2021年以降の会長はモハメド・ビン・スライエム。

## 歴史
1894年、史上初の自動車レースとされる「パリ-ルーアン (Paris–Rouen) 」が開催され、これを開催した競技団体がフランス自動車クラブ (Automobile Club de France, ACF) へと発展した。その他のヨーロッパ各国でも同様に国内モータースポーツ統括機関 (Autorité Sportive Nationale, ASN) が設立されていった。1904年にドイツでゴードン・ベネット杯が行われた際、ASN相互の交流や公平なルール制定などを図るための国際機構として、パリに本部を置く国際公認自動車クラブ協会 (Association Internationale des Automobile-Clubs Reconnus, AIACR)の発足が表明された。1922年には世界のモータースポーツを統括する下部組織として、国際スポーツ委員会 (Commission Sportive Internationale, CSI) を設立した。
AIACRは第二次世界大戦終戦後の1947年に改組され、国際自動車連盟 (FIA) となった。
1978年、CSIはジャン＝マリー・バレストル会長の指揮のもと、FIAの中でスポーツ行政を受け持つ下部組織・国際自動車スポーツ連盟 (Fédération Internationale du Sport Automobile, FISA) に改編された。FISAはF1の運営を巡ってバーニー・エクレストン会長率いるF1コンストラクター協会 (FOCA) と激しい抗争 (FISA–FOCA war) に及んだが、1981年に合意したコンコルド協定を基に共同運営を行うことになった。バレストルは1985年よりFIA会長も兼任し、強権をかざしてのレギュレーション改革やレース運営を左右する言動も多く、論争を起こすことも厭わなかった。
1991年、FOCAのマックス・モズレーがFISA会長選で当選。モズレーが1993年にFIA会長にも就任すると、同年6月にFISAを組織撤廃し、代わりに世界モータースポーツ評議会 (フランス語: Conseil Mondial de Sport Automobile, 英語: World Motor Sport Council) を新設した。バレストル時代を終わらせたモズレーも、安全性や費用削減を理由に強引な改革を進め、競技者側の自動車メーカー連合と対立するようになる。2009年のF1分裂騒動に幕を引く形で4期16年の権力から去り、ジャン・トッドが新会長に就任した。
トッドは道路の交通安全運動と、ハイブリッド (HV)やEV技術のモータースポーツへの導入促進に力を注いだ。

## 活動
FIAの活動の趣旨は、世界各国の自動車団体（自動車連盟や自動車クラブ）とその登録会員（オーナードライバー）の権益を代表し、国際的な振興を目指すことである。世界125カ国、213の自動車団体が加盟し、総会員数は1億人を超える。国際運転免許証発行の便宜を図るほか、自動車の安全確保（ロードサービスの提供、カーアシスタンス業務）や環境保護のための様々な啓蒙活動も行っており、2001年にはその専門組織として「移動と自動車の世界評議会」が設立され、これが後の「自動車モビリティおよびツーリズム世界評議会」(フランス語: Conseil Mondial de la Mobilité Automobile et du Tourisme = CMMAT; 英語: World Council for Automobile Mobility and Tourism = WCAMT) である。
また、世界中の四輪モータースポーツの統轄機関という役割をもち、競技ルール（スポーティング・レギュレーション）や技術規定（テクニカル・レギュレーション）の制定、レース記録の公認、競技施設の安全性監督、ドライバーへのライセンス発行など多岐の業務を行う。世界選手権、国際選手権、国内選手権などのカテゴリーを設け、フォーミュラ1世界選手権、世界ラリー選手権、世界耐久選手権など多くのレースイベントを主催している。F1に関するレギュレーション決定は下部組織のひとつ、F1委員会 (Formula One Commission) で行われる。最高決定機関である「世界モータースポーツ評議会」(フランス語: Conseil Mondial du Sport Automobile, CMSA、英語: World Motor Sport Council, WMSC) には世界118ヶ国が加盟している（2004年4月現在）。
多くの国と地域は後述の「自動車モビリティおよびツーリズム世界評議会」と「世界モータースポーツ評議会」は異なった組織でそれぞれ運営されているが、日本は両方とも「日本自動車連盟」が管轄している。

### 自動車モビリティおよびツーリズム世界評議会
世界各国の自動車団体は、相互に提携・協力し、FIAグローバルサービスとして、ロードサービスやそれに付随する会員サービスを提供する。国によっては地域ごとに異なる団体が管轄しているため、複数の協会・クラブが存在する（例：オーストラリア）。
- 日本 - 日本自動車連盟 (JAF)
- アメリカ合衆国 - アメリカ自動車協会 (AAA)
- カナダ - カナダ自動車協会（英語版） (CAA)
- ドイツ - ドイツ自動車連盟 (ADAC)
- オランダ - オランダ王立旅行クラブ（英語版） (ANWB)
- スイス - スイス旅行クラブ（英語版） (TCS)
- 英国 - イギリス自動車協会（英語版） (AA)、王立自動車クラブ (RAC)
- イタリア - イタリア自動車クラブ（英語版） (ACI)

### 世界モータースポーツ評議会
FIAが指定する各国のモータースポーツ所管団体を「全国スポーツ当局」 (フランス語：Autorité Sport Nationale, ASN)といい、通常一国一団体、例外的に複数団体が公認されその国での運営を行う。FIAとASNの関係は、IOC（国際オリンピック委員会）と各国のNOC（国内オリンピック委員会）の関係に近い。
- 日本 - 日本自動車連盟 (JAF)
- アメリカ合衆国 -  アメリカ自動車競技委員会（英語版） (ACCUS)

アメリカのモータースポーツはACCUSの下にUSAC(1956設立、インディーカーレース)、NASCAR(1948年設立、ストックカーレース)、SCCA(1944年設立、スポーツカーロードレース)、PSCR［旧名IMSA］(1969年設立、プロフェッショナルGTなど)、NHRA（ドラッグレース）、CART（チャンプカーによるシリーズ戦）の独立した組織があり、各々のカテゴリーの拡張を図っている。
- 英国 - モータースポーツUK
- ドイツ - ドイツモータースポーツ連盟（英語版） (DMSB)

## 組織
- FIA総会 FIA General Assembly
  - FIA会長 FIA President
    - 副会長 (Mobility) Deputy President(Mobility&Automobile)
      - 世界ツーリング&オートモービル評議会 World Council for Touring and the automobile; WCTA

    - 副会長 (Sport) Deputy President(Sport)
      - 世界モータースポーツ評議会 World Motor Sport Council; WMSC
        - スポーツ委員会 Sporting Commission
- FIA評議員会 FIA Senate - FIA管理運営上の緊急課題の審議、次年度予算・予算管理・決算の承認
- 国際控訴裁判所 International Court of Appeal - FIA管轄事項に関する紛争解決を図る国際控訴裁判所
- 事務局 Secretariat

### 歴代会長
FIA会長は任期4年で、FIA総会 (FIA General Assembly) の投票により選出される。
|        | 会長名（国籍）                                                                                               | 期間            |
| 初代   | ジュアン・ド・ロアン＝シャボー (Jehan de Rohan-Chabot)（ フランス）                                          | 1946年–1958年   |
| 第2代  | アドラン・ド・リドケルク・ボーフォール (Hadelin de Liedekerke Beaufort)（ フランス）                         | 1958年–1963年   |
| 第3代  | フィリッポ・カラッチオーロ・ディ・カスタニェート (Filippo Caracciolo di Castagneto)（ イタリア）             | 1963年–1965年   |
| 第4代  | ウィルフリッド・アンドリューズ (Wilfrid Andrews)（ イギリス）                                                | 1965年–1971年   |
| 第5代  | アモーリー・ド・メロード (Amaury de Merode)（ ベルギー）                                                     | 1971年–1975年   |
| 第6代  | パウル・アルフォンス・フォン・メッテルニヒ＝ヴィンネブルク (Paul Alfons von Metternich-Winneburg)（ ドイツ） | 1975年–1985年   |
| 第7代  | ジャン＝マリー・バレストル (Jean-Marie Balestre)（ フランス）                                                | 1985年–1993年   |
| 第8代  | マックス・モズレー (Max Mosley)（ イギリス）                                                                 | 1993年–2009年   |
| 第9代  | ジャン・トッド (Jean Todt)（ フランス）                                                                      | 2009年–2021年   |
| 第10代 | モハメド・ビン・スライエム (Mohammed ben Sulayem)（ アラブ首長国連邦）                                       | 2021年–（現職） |

## 主催競技

### 世界選手権
- FIA フォーミュラ1世界選手権 (F1) - FIA Formula One World Championship
- FIA 世界ラリー選手権 (WRC) - FIA World Rally Championship
  - FIA WRC-2 - FIA World Rally Championship - 2
  - FIA WRC-3 - FIA World Rally Championship - 3
  - FIA ジュニア世界ラリー選手権 -  FIA Junior World Rally Championship
- FIA 世界耐久選手権(WEC) - FIA World Endurance Championship
- FIA 世界ラリークロス選手権(World RX) - FIA World Rallycross Championship
- CIK-FIA 世界カート選手権 - CIK-FIA Karting World Championship
- FIA フォーミュラE世界選手権 (FE) - FIA Formula E World Championship[7]。
- FIA 世界ラリーレイド選手権（W2RC） - FIA World Rally-Raid Championship

### ワールドカップ
- FIA クロスカントリーラリー・ワールドカップ - FIA Cross-Country Rally World Cup
- FIA GT ワールドカップ - FIA GT World Cup

### 国際・地域選手権
- FIA F2選手権 - FIA Fromula Two Championship
- FIA GT3ヨーロッパ選手権 - FIA GT3 European Championship
- FIA F3インターナショナルトロフィー - FIA Formula 3 International Trophy
- FIA ヨーロッパツーリングカーカップ - FIA European Touring Car Cup
- FIA ヨーロッパトラックレース選手権 - FIA European Truck Racing Championship
- FIA ヨーロッパドラッグレース選手権 - FIA European Drag Racing Championship
- FIA ヨーロッパ選手権 オートクロスドライバーズ - FIA Europian Championship for Autocross Drivers
- FIA ヨーロッパラリークロス選手権 - FIA European Rallycross Championships
- FIA オルタネティブエネルギーカップ - FIA Alternative Energies Cup
- FIA ヨーロッパヒルクライム選手権 - FIA European Hill Climb Championship
- FIA 国際ヒルクライムチャレンジ - FIA International Hill Climb Challenge
- FIA ヨーロッパヒルクライムカップ - FIA European Hill Climb Cup
- FIA ヒストリックラリー選手権  -  FIA Historic Rally Championship
- FIA ヒストリックレギュラリティーラリー - FIA Historic Regularity Rallies
- FIA ヒストリックヒルクライム選手権 - FIA Historic Hill Climb Championship
- FIA ヨーロッパラリーカップ - FIA European Rally Cups
- FIA 中東ラリー選手権 - FIA Middle-East Rally Championship
- FIA アフリカラリー選手権 - FIA African Rally Championship
- FIA アジアパシフィックラリー選手権 - FIA Asia-Pacific Rally Championship
- FIA ヨーロッパラリー選手権 - FIA European Rally Championship

### 廃止
- FIA F3000国際選手権 - FIA Formula 3000 International Championship -GP2の前身
- FIA スポーツカー世界選手権 - FIA Sportscar World Championship
- FIA ヨーロッパツーリングカー選手権 - FIA Europe Touring Car Championship -世界ツーリングカー選手権の前身
- FIA GT1世界選手権 - FIA GT1 World Championship
- FIA 世界ツーリングカー選手権(WTCC) - FIA World Touring Car Championship
- プロダクションカー世界ラリー選手権 - Production World Rally Championship
- S2000世界ラリー選手権 - Super 2000 World Rally Championship
- FIA 世界ツーリングカーカップ (WTCR) - FIA World Touring Car Cup

### 休止
- FIA インターコンチネンタル・ドリフティング・カップ - FIA Intercontinental Drifting Cup

## 競技車両規定
FIAは、モータースポーツに使用できる車両を規定し制定および公布する権限を持つ。国際モータースポーツ法典の付則J項の下、車両は製造目的による部門 (フランス語: catégorie  英語: category) の大分類、形態や製造台数による群 (フランス語: groupe  英語: group) の中分類、エンジン排気量による級 (フランス語: classe  英語: class) または製造の定式 (フランス語: formule  英語: formula) などの小分類がなされる。
FIAの前身組織であるAIACRの時代から統括されている。当初は競技用に用いる車両を付則C項で単座席の「レーシング部門」(フランス語:Catégorie Course, 英語:Racing Category) と、二座席以上でマッドガード (フェンダー) と灯火類などを備えた「スポーツ部門」(フランス語: Catégorie Sport, 英語: Sport Category) に分類するのみであり、FIAに改組された1948年以降は2部門を総じて「スポーツカー」(フランス語:voiture sport, 英語:sports car) と称した。後にレーシング部門は仕様と諸元が厳密に規格化されてフォーミュラレーシングカーとなり、スポーツ部門はスポーツカーと定義される。1954年に一般交通の下での運行を本来の製造目的とする車両をツーリングカー、グランドツーリングカーと規定するJ項がモータースポーツの多様化に促して付則された。1966年に全ての車両規定はJ項に統合され、以降カテゴリー、グループの追加、廃止が適宜行われた。
1981年まではAから始まるアルファベットカテゴリーと1から始まるアラビア数字グループで分類されていた。どちらも車両類型の競技性高度が高くなるのに従い後続の記号が従順に付与され、いずれのグループにも適合しない車両類型は競技性高度とは無関係に全て最後尾カテゴリーに属し、フォーミュラ・リブレとして一纏めにされ末尾グループ記号が付与されていた。この類別方式では、フォーミュラ・リブレを除き、カテゴリーとグループの記号は競技性高度に整然と一致するが、車両類型の追加または廃止が行われた場合、以降の全記号は増減方向へ序列が移動するため、年度によってはカテゴリーおよびグループの記号が車両類型と不一致する場合が度々あった。1982年からはIから始まるギリシャ数字カテゴリーとアルファベットグループによる分類に改められた。運用開始時点では車両類型の競技性高度に従って記号が順番に付与されており、最も低高度の乗用車類型グループのみ記号順序に従わずNとされた。前方式とは異なり記号は特定車両類型の専用であり、車両類型が廃止されればその記号も廃止され、追加されれば新記号が付与される。これにより、車両類型と記号は絶えず一致するようになったが、記号順序と競技性高度は無関係になった。

### 1966年から1981年まで
※1965年以前も参考付記
公認生産車
一部例外を除き、連続十二月間内に規定台数が製造された車両。
カテゴリーAに分類されていた。
- 量産ツーリングカー：5,000台以上を製造した4座席以上の閉鎖座席車両。グループ1に分類されていた。 ※1965年までは付則J項のA「ツーリング」カテゴリー、グループ1で、義務製造台数は1,000台であった。
- ツーリングカー (〜1969年, 1976年〜) または特殊ツーリングカー (1970年 - 1975年): 1,000台以上を製造した4座席以上の閉鎖座席車両。グループ2に分類されていた。
- 量産グランドツーリングカー (1970年〜)：1,000台以上を製造した2座席以上の閉鎖座席車両。1970年から新設されグループ3に分類されていた。
- グランドツーリングカー (〜1969年, 1976年〜) または特殊グランドツーリングカー (1970年 - 1975年)：1975年までは500台以上、1976年からは連続24ヶ月間内400台以上を製造した2座席以上の閉鎖座席車両。1969年までグループ3、1970年からグループ4に分類されていた。 ※1965年までは付則J項のB「グランドツーリング」カテゴリー、グループ3で、閉鎖座席である必要はなく義務製造台数は100台であった。
- スポーツカー (〜1971年)：1968年までは50台以上、1969年から1971年までは25台以上を製造した2座席車両。1969年までグループ4、1970年からグループ5に分類されていた。1972年からカテゴリーBに編入され規定台数製造義務が外された。 ※1965年までは付則C項であり、C「スポーツカー」カテゴリー、グループ4として取り扱われ、規定台数製造義務はなかった。
- 特殊プロダクションカー (1976年〜)：グループ1から4の車両を基に、シャシの基本部とボディ上面の形状を残し広範囲の改造や変更を施した車両。製造台数義務はない。1976年から新設されグループ5に分類されていた。

特殊車 (～1969年) または実験的競技車 (1970年 - 1975年)
カテゴリーBに分類されていたが、1976年から廃止された。
- 特殊ツーリングカー (〜1969年)：グループ1と2の車両を基に、車体の根幹部を残し広範囲の改造や変更を施した車両。当時米国のストックカーが代表例。グループ5に分類されていたが、1970年からカテゴリーAに編入され製造台数義務が課せられた。 ※1965年までは付則J項のA「ツーリング」カテゴリー、グループ2「改造ツーリングカー」であった。
- プロトタイプ・スポーツカー (〜1971年) またはスポーツカー (1972年 - 1975年)：カテゴリーA公認車両の製造者により、スポーツカーの規格で開発実験用に製造された2座席車両。1971年までグループ6、1972年からグループ5に分類されていたが、1976年から廃止された。 ※1965年までは付則C項であり、C「スポーツカー」カテゴリー、グループ4として取り扱われていた。グランドツーリング製造者世界選手権ではグランドツーリング・プロトタイプと呼ばれた。

レーシングカー
1975年までカテゴリーC、1976年からカテゴリーBに分類されていた。
- 二座席レーシングカー：サーキットロードレース用に製造された並列2座席車両。全ての車輪が車体に覆われている。1974年以前の北米スポーツカーと1976年以降の国際スポーツカーが該当する。1975年までグループ7、1976年からグループ6に分類されていた。
- フォーミュラ・レーシングカー (〜1971年) または国際フォーミュラ・レーシングカー (1972年〜)：主にドライバーの技量を競うサーキットロードレース用に製造された1座席の開放座席車両。全ての車輪には覆いがない。No.1から3の車格に分類されていた。1975年までグループ8、1976年からグループ7に分類されていた。
- フォーミュラ・リブレ・レーシングカー：No.1から3のフォーミュラ・レーシングカーを除くロードレース用に製造された1座席車両。1977年以降のカンナムカーもこれに該当する。1975年までグループ9、1976年からグループ8に分類されていた。

### 1982年から
N, A, B, C, D, E で発足したグループ分類は、その後追加と廃止が行われた。

#### カテゴリI（量産車両）
- グループN - プロダクションカー
- グループA - ツーリングカー
- グループB - グランドツーリングカー (廃止)
- グループSP - スーパープロダクションカー (廃止)
- グループST - スーパーツーリングカー (廃止)
- グループCL1 - クラス1カー (廃止)
- グループR - ツーリングカーまたは大規模量産プロダクションカー
- グループE-I - フリーフォーミュラレーシングカー
- グループT1 - 改造クロスカントリーカー※
- グループT2 - 量産クロスカントリーカー※

#### カテゴリII（競技車両）
- グループC - スポーツカー (廃止)
- グループT3 - 進化クロスカントリーカー※
- グループN-GT - 量産グランドツーリングカー (廃止)
- グループRGT - GTプロダクションカー
- グループGTC - GTコンペティションカー (廃止)
- グループGT1 - グランドツーリングスポーツカー (廃止) 後にグランドツーリングカー
- グループGT2 - グランドツーリングカー (廃止)
- グループGT3 - カップグランドツーリングカー
- グループCN - プロダクションスポーツカー
- グループD - 国際フォーミュラレーシングカー
- グループE-II - フリーフォーミュラレーシングカー

#### カテゴリIII（トラック）
- グループF（レーシングトラック）
- グループT4（クロスカントリートラック）

※2001年まではグループT1が量産、T2が進化、T3が改造であった。